# Вернанте
Вернанте (итал. Vernante) је насеље у Италији у округу Кунео, региону Пијемонт.
Према процени из 2011. у насељу је живело 1096 становника. Насеље се налази на надморској висини од 793 м.

## Становништво
| 1931. | 1936. | 1951. | 1961. | 1971. | 1981. | 1991. | 2001. | 2011. |
| ----- | ----- | ----- | ----- | ----- | ----- | ----- | ----- | ----- |
| 2.701 | 2.282 | 2.248 | 1.988 | 1.777 | 1.641 | 1.477 | 1.332 | 1.217 |